# Beehive
The Beehive, en māori Te Whare Mīere (littéralement, en français, « La Ruche »), est le nom donné au siège du gouvernement de Nouvelle-Zélande, situé dans la capitale Wellington. Son nom officiel, très peu usité, est Executive Wing, soit « l'aile de l'exécutif ».
Œuvre de l'architecte britannique Basil Spence, le bâtiment, de style brutaliste, est situé à proximité immédiate de Parliament House, mais, contrairement à celui-ci, il n'a été achevé qu'en 1981, alors que l'édifice parlementaire date de 1922.

## Histoire

### Avant l'actuel bâtiment

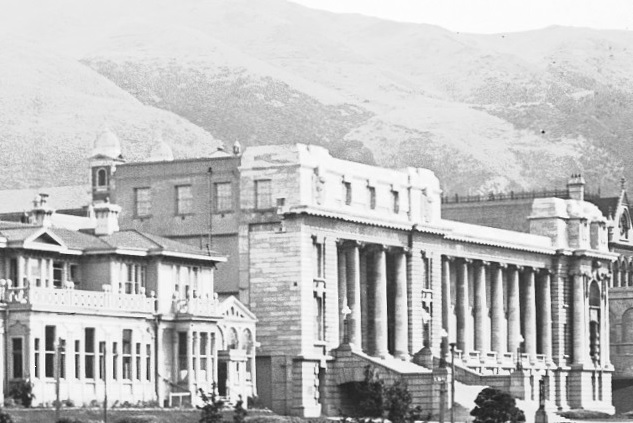
L'ancien bâtiment du gouvernement (à gauche), avant la construction de en.

Le siège du gouvernement est construit à l'emplacement de la maison du colonel Wakefield, personnage-clef de la colonisation britannique de la Nouvelle-Zélande. Après la désignation de Wellington comme capitale néo-zélandaise en lieu et place d'Auckland, William Clayton (en) construit un premier édifice en bois dans un style italianisant. Le premier bâtiment du Parlement ayant subi un incendie en 1907, c'est ce bâtiment qui héberge le Parlement le temps de la construction de l'actuelle Parliament House, utilisable dès 1918. Mais le bâtiment de William Clayton souffre dès 1908 de désordres structurels nécessitant des interventions. Celles-ci se multiplient jusqu'en 1960.

### Décision et construction
Dès 1937, un premier projet de remaniement complet du centre gouvernemental est proposé ; les premières esquisses envisagent un plan classique ; mais, dès la fin de la Seconde Guerre mondiale, Peter Fraser et l'architecte du gouvernement Gordon Wilson (en) envisagent préférentiellement un bâtiment d'architecture moderne.
Au cours des années 1960, le premier ministre Keith Holyoake décide la reconstruction du bâtiment dédié au gouvernement de Nouvelle-Zélande. Initialement, il souhaite que la nouvelle construction soit en continuité architecturale avec Parliament House, mais l'architecte gouvernemental Fergus Sheppard (en) le persuade de construire un bâtiment de style moderne, arguant que « la seule véritable architecture est celle qui appartient à son temps »,.
L'architecte britannique Basil Spence est retenu pour la maîtrise d'œuvre du projet, après une esquisse du bâtiment en forme de ruche dont la légende affirme qu'il aurait été dessiné sur une serviette de table, légende infondée. C'est le Ministère des Travaux et du Développement (en) qui conçoit en détail le bâtiment et ses spécifications et qui supervise les travaux.
Ce bâtiment est, avec la chapelle de l'université du Sussex, le seul bâtiment rond de Basil Spence qui ait été construit. Avant le début du chantier, les débats entre élus ainsi qu'entre fonctionnaires sont intenses pour déterminer si la fonctionnalité du bâtiment doit primer ou non sur son aspect symbolique et esthétique, se doublant d'un débat entre les tenants de la forme architecturale innovante et ses détracteurs. Toutefois, une consultation auprès du public montre un certain engouement de la population néo-zélandaise pour ce projet.
- La construction et l'inauguration de The Beehive

La construction et l'inauguration de en
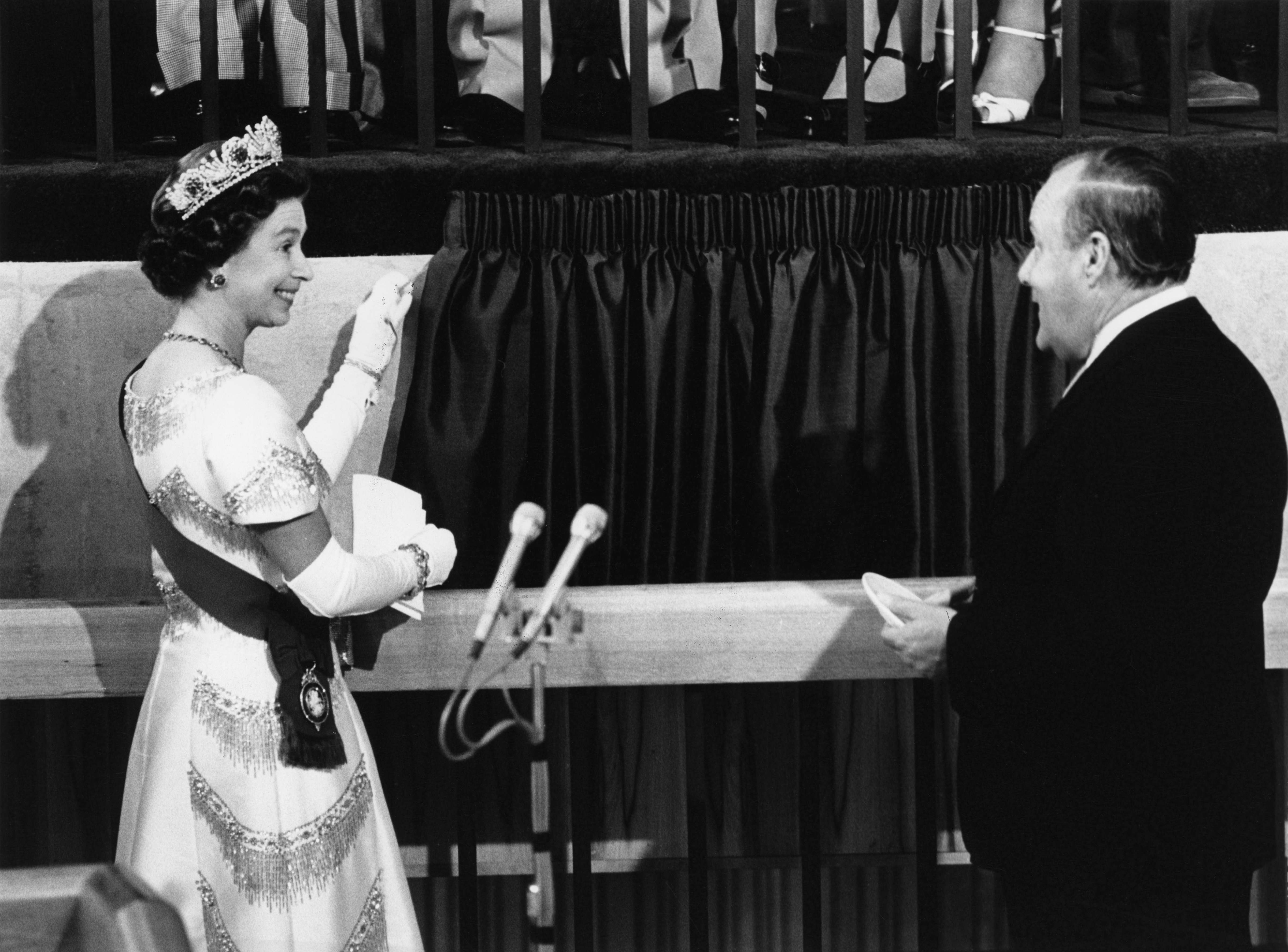
L'inauguration du bâtiment le 28 février 1977 par Élisabeth II et le premier ministre Robert Muldoon.
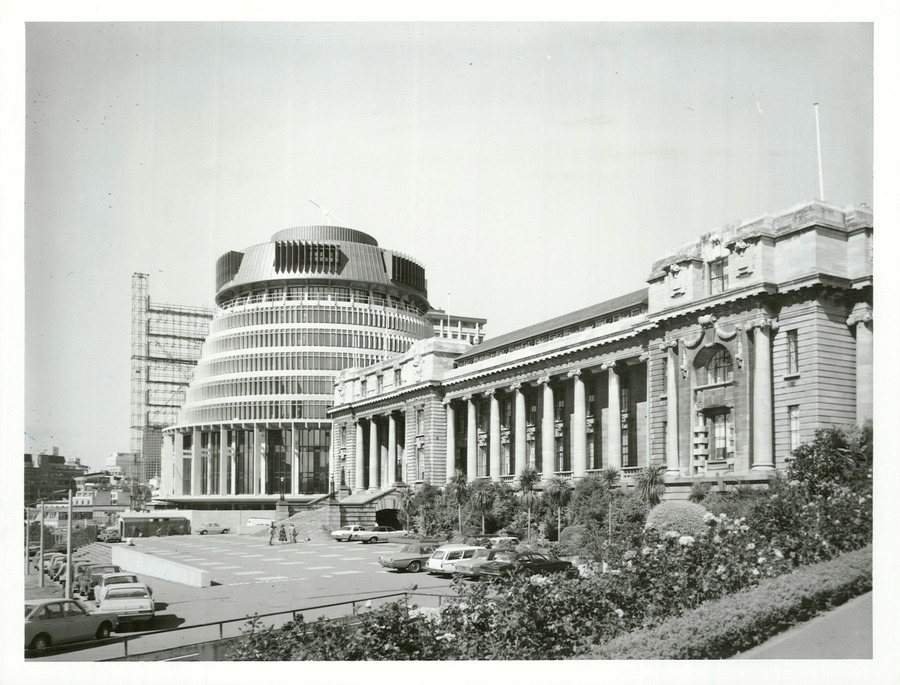
The Beehive, à l'arrière-plan, encore en chantier en 1979.
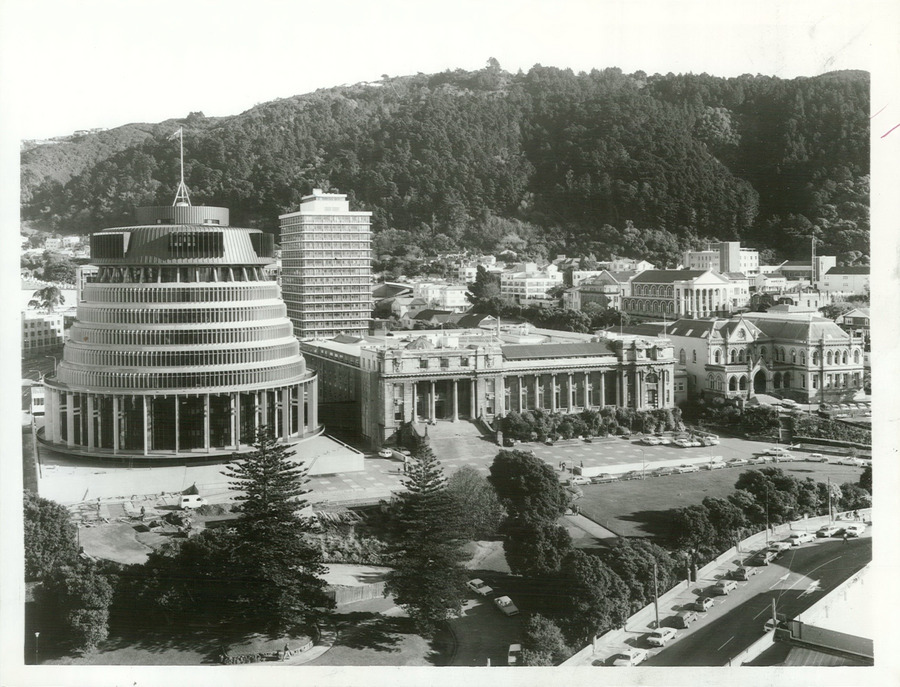
Le bâtiment achevé en 1981.

La construction dure de 1965 à 1981, principalement durant les vacances parlementaires pour ne pas trop perturber le fonctionnement démocratique. Elle est supervisée par les architectes d'exécution Fergus Sheppard (en poste de 1959 à 1971), John Blake-Kelly (de 1971 à 1973), Frank Anderson (de 1973 à 1976) et Graydon Miskimmin (de 1976 à 1986) et réalisée par une cinquantaine d'entreprises. Les premiers travaux, de 1965 à 1969, consistent en la démolition de l'ancien bâtiment,.
La première phase de travaux s'achève en juillet 1972 : elle permet notamment de terminer toute la partie souterraine du complexe. La seconde phase permet la mise en service des trois premiers étages du bâtiment principal en 1977, ainsi que la charpente et le toit des huit étages supérieurs ; enfin, après cette date, les intérieurs des cabinets ministériels sont aménagés, et l'annexe de deux étages située à l'arrière de la zone est construite.
Le nouvel édifice est inauguré dès le 28 février 1977 par le premier ministre Robert Muldoon, en présence de la reine Élisabeth II. Le coût total du chantier est de 17 millions de dollars.
La structure conique de l'édifice pose de nombreux problèmes de conception aux ingénieurs, en particulier vis-à-vis de la forte contrainte sismique, qui nécessite en amont de nombreux tests sur maquette. Le magazine Designscape affirme que « structurellement, la Beehive est un bâtiment unique, certainement unique en Nouvelle-Zélande, et peut-être même dans le monde ».

### Travaux postérieurs
Dès l'achèvement du chantier, le nouveau bâtiment est critiqué, en particulier en ce qui concerne son aménagement intérieur jugé peu pratique. Entre 2001 et 2006, le bâtiment est réaménagé intérieurement sous la maîtrise d'œuvre du cabinet d'architectes Warren and Mahoney (en), ce qui permet notamment d'agrandir la surface utile, d'améliorer l'orientation, d'intégrer les nouvelles technologies, la décoration intérieure et la sécurité.

## Caractéristiques

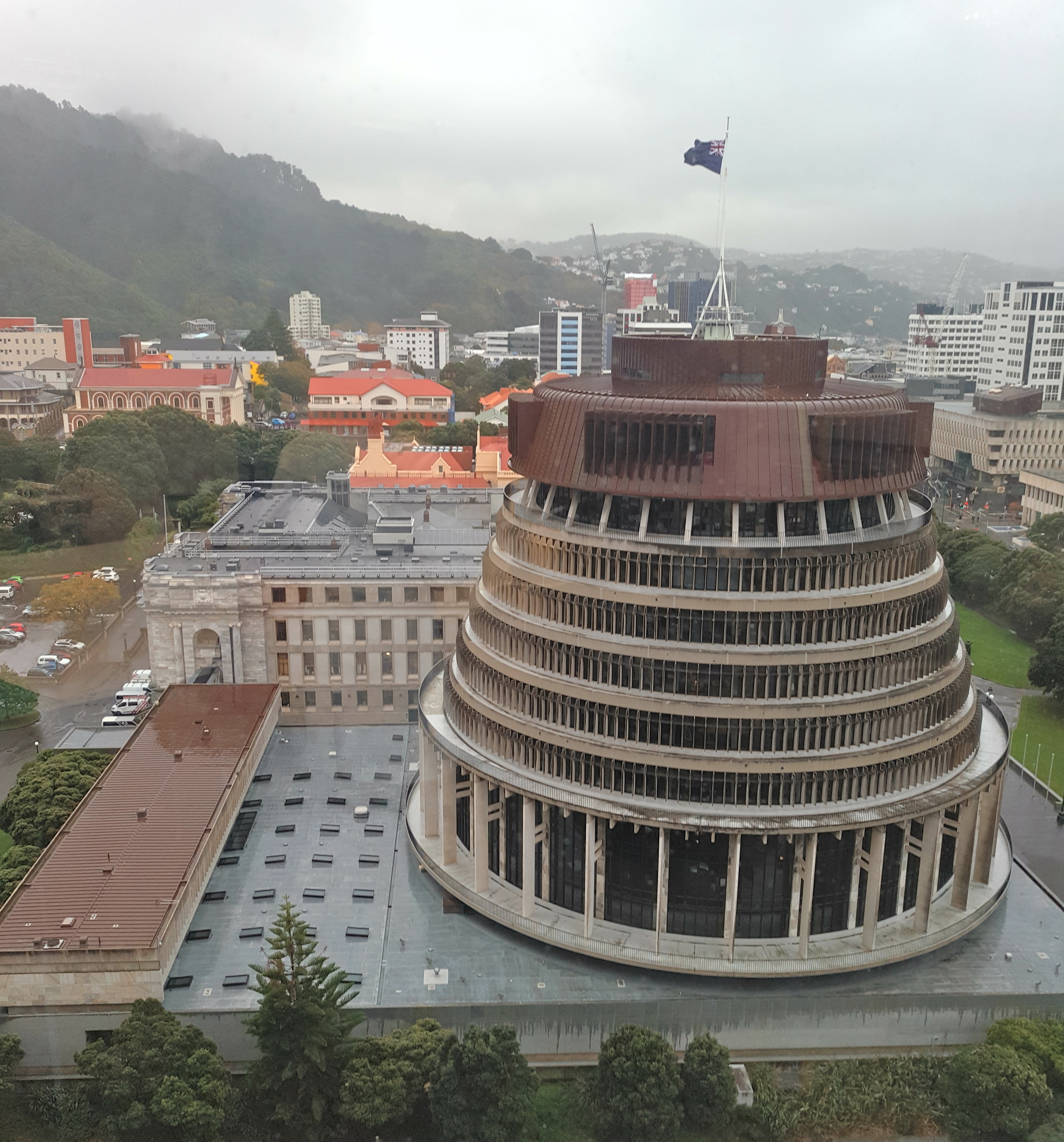
Le bâtiment vu de haut, sur sa base rectangulaire.

Le bâtiment est protégé en tant que lieu historique de catégorie 1 (« Historic Place Category 1 ») sous le numéro 9629 depuis le 24 juillet 2015.
The Beehive est un bâtiment tronconique de 72 mètres de hauteur au-dessus du sol, ce qui correspond à dix étages. Quatre étages sont également construits en dessous du niveau du sol, sur une emprise rectangulaire beaucoup plus vaste. La structure primaire en béton entoure un noyau central, de forme cylindrique, contenant essentiellement des locaux de services. Le bâtiment est surmonté d'un mât portant le drapeau de Nouvelle-Zélande.
Le rez-de-chaussée est notablement plus haut que les autres étages, et doté d'une paroi vitrée rythmée par des ailettes de manière à faire écho aux colonnes du palais du Parlement situé juste à côté. Cette paroi vitrée est également répétée aux étages supérieurs, où les ailettes de béton armé sont beaucoup plus nombreuses. La partie supérieure du bâtiment est ornée d'une casquette recouverte de cuivre.
La forme circulaire du bâtiment a posé de nombreux problèmes d'aménagement, nécessitant notamment la création d'un mobilier sur mesure. La salle de banquet est conçue de sorte que le seul convive en mesure de voir simultanément tous les autres est le premier ministre. Don McKinnon observe qu'il n'a « pas encore trouvé de ministre qui aime travailler dans la Ruche ».

### Services
L'édifice abrite en autre le bureau du Premier ministre, ainsi que la salle du Cabinet, tous situés dans les deux étages supérieurs.
The Beehive est ouvert au public lors des jours ouvrables de neuf heures du matin à cinq heures de l'après-midi.

### Reconnaissance
La conception du bâtiment a été reconnue pour son savoir-faire technique. Ainsi, l'Institut des architectes de Nouvelle-Zélande Te Kāhui Whaihanga lui décerne un prix d'architecture pour son excellence technique. À l'inverse, un site touristique déplore l'aspect de l'édifice, qu'il juge troisième bâtiment le plus laid du monde, et qu'il qualifie de « projecteur de diapositives tombé sur un gâteau de mariage tombé sur une roue à eau »,.